# Расинг де Ферол
Расинг Клуб де Ферол, по-известен като Расинг де Ферол, е испански футболен клуб, базиран в град Ферол, провинция Ла Коруня, в автономната област Галисия (североизточна Испания).
Основан през 1919 г., клубът в момента играе в Сегунда Дивисион, провеждайки домакински мачове на Естадио де Малата. Цветовете на клуба са зелени фланелки с бели къси панталони, но през първите години от съществуването на клуба са използвани зелени и бели фланелки с вертикални райета.
Въпреки че Расинг никога не е играл в най-горната испанска дивизия на Ла Лига, клубът е прекарал много години във второто ниво. Расинг държи рекорда за най-много сезони във второ ниво, без да е играл в първото (35).

## История в турнирите
- 35 сезона в Сегунда дивисион
- 2 сезона в Примера Дивисион РФЕФ
- 27 сезона в Сегунда дивисион Б
- 27 сезона в Терсера Дивисион

## Български футболисти
- Петър Занев: 2007/08 (наем) - (15 мача - 0 гола)